# Bjarni Tryggvason
Bjarni Valdimar Tryggvason, född 21 september 1945 i Reykjavík, död 5 april 2022, var en isländskfödd kanadensisk astronaut.
Han deltog 1997 i STS-85, en 12 dagars rymdfärd för att studera förändringar i jordens atmosfär.

## Eftermäle
Asteroiden 14988 Tryggvason är uppkallad efter honom.